# Бережливое правительство
Бережливое правительство (от англ. lean government) — использование принципов и методов «бережливого производства» для нахождения и соответствующего использования наиболее эффективного и качественного способа оказания государственных услуг. В сфере оказания государственных услуг акцентируется внимание на сокращение сроков выполнения запросов от населения. Минимизация времени ожидания в очереди исполнения государственных услуг является одним из важнейших показателей KPI. Правительственные структуры в государствах, где применяется данная концепция, считают ее результатом улучшение понимания функционирования внутренних процессов организации, что способствует быстрой разработке и применению улучшений и создает, тем самым, культуру постоянного совершенствования.
Концепция «Бережливого правительства» концентрирует свое внимание на управлении и оказании услуг гражданам, а также постоянном улучшении их качества при помощи избавления от «потерь» и «неэффективности» в процессах. Это, в свою очередь, приводит к улучшению качества оказываемых услуг в целом, вовлечению государственных служащих, а также повышению полезности программ и услуг, финансируемых за счет налогообложения. Как правило, сторонники «Бережливого правительства» также считают, что оно является средством расширения возможностей правительства предоставлять больше услуг на единицу инвестиций.

## Общие методы и подходы
Многие методы бережливого производства были успешно адаптированы для выявления не приносящих добавленной стоимости видов деятельности (потерь) в административных, транзакционных и офисных процессах, распространенных в государственных учреждениях. Обычные методы бережливого производства включают в себя:
- Отображение потока создания ценности[англ.] (Value Stream Mapping — VSM) — разработка высокоуровневого визуального представления потока процесса, который участвует в поставке продукта или услуги (называемого «потоком создания ценности») клиентам. Мероприятия VSM, которые обычно длятся 3-4 дня, сосредоточены на выявлении источников деятельности, не приносящей добавленной стоимости, и определении приоритетов возможных мероприятий по улучшению.
- Кайдзен — изменение на благо всех и основывается на философии совершенствования, независимо от его размера, типа или продолжительности. Деятельность кайдзен часто фокусируется на мероприятиях быстрого совершенствования процессов (называемых событиями кайдзен), которые объединяют кросс‐функциональную команду на срок 3-5 дней для изучения конкретного процесса с последующим внедрением изменений в процесс. Фундаментальное отличие изменений, относящихся к данной категории, является их относительная незначительность и быстрота реализации, другими словами, мелкие функциональные изменения без больших инвестиций, которые просто реализовать за короткий промежуток времени. Секрет Кайдзен состоит в постоянном накоплении малых изменений, что в конечном результате может позднее принести существенные результаты.
- Система 5S — это название метода организации рабочего места, который использует список из пяти японских слов, которые при переводе на английский или на русский язык[1] начинаются с буквы С (S) — сортировка (sort), самоорганизация / соблюдение порядка (set in order), систематическая уборка / содержание в чистоте (shine), стандартизация (standardize) и совершенствование (sustain).

Поскольку все больше и больше государственных услуг предоставляются в электронном виде, инициативы «Бережливого правительства» обычно являются приложениями бережливого ИТ.
Подходы «бережливого правительства» (управления) обычно имеют следующие характеристики:
- Придерживаться подхода к обслуживанию клиентов, который направлен на оптимизацию ценности, поставляемой обществу, сообществу и / или другим заинтересованным сторонам;
- Вовлекать сотрудников и внешние заинтересованные стороны в постоянные улучшения и деятельность по решению проблем;
- Развертывать систему быстрого непрерывного совершенствования, которая делает акцент на внедрении, а не на длительном планировании;
- Стремиться снизить сложность процессов и вариативность их результатов;
- Использовать показатели производительности и визуальные средства управления[2] для обеспечения быстрой обратной связи для улучшения процесса принятия решений и решения проблем в реальном времени;
- Использовать при совершенствовании деятельности системное мышление.

«Бережливое правительство» не обязательно поощряет низкие налоги, но эффективно использует те налоги, которые уже взимаются.
Принципы «бережливого правительства» могут применяться в законодательной, исполнительной и судебной ветвях власти.

## Типы потерь
Несколько видов деятельности без добавленной стоимости, или потерь (muda по-японски — «en:Muda»), широко распространены в государственных административных и сервисных процессах. Методы бережливого производства сосредоточены на выявлении и устранении этих потерь. В приведенном ниже перечне указаны обычные потери административного процесса.

### Восемь потерь административного процесса
1. Дефекты — ошибки в данных, отсутствие информации. Содержание, которое выходит за рамки спецификации, требующее ресурсов для исправления.
2. Перепроизводство — ненужные отчеты, выполнение лишней работы. Производство слишком большого количества информации и заваливание ею получателя.
3. Ожидание — ожидание завершения предыдущего этапа процесса.
4. Неиспользованные таланты — наличие сотрудников, которые недостаточно эффективно вовлечены в процесс.
5. Транспортировка — перемещение предметов или информации, которые не требуются для выполнения процесса, из одного места в другое.
6. Инвентаризация — завал в работе, избыточные материалы или информация, которая простаивает (не обрабатывается).
7. Движение — люди, информация или оборудование делают ненужные движения из-за расположения рабочего пространства, эргономических проблем или поиска находящихся не на своем месте предметов.
8. Дополнительная обработка — выполнение любой деятельности, которая не является необходимой для создания рабочего документа, отчета или услуги.

Потери в административных и сервисных процессах могут быть связаны с:
- сбором, использованием и управлением информацией,
- планированием и внедрением рабочих процессов,
- эффективностью и результативностью, с которыми работают люди.

## Деятельность «бережливого правительства»
Некоторые государственные учреждения России, такие как госкорпорация «Росатом», используют Lean для повышения качества, прозрачности и скорости процессов управления. Как и в производственном секторе и секторе услуг, некоторые государственные учреждения внедряют бережливые методы в сочетании с подходами к совершенствованию процессов «Шесть сигм». На федеральном и региональном уровнях в России применяется концепция Бережливого правительства, её можно посмотреть на сайтах многих предприятий.